# Melanie Wallis
Melanie Wallis (17 de agosto de 1994) es una deportista australiana que compite en judo. Ganó tres medallas de plata en el Campeonato de Oceanía de Judo entre los años 2010 y 2018.

## Palmarés internacional
| Campeonato de Oceanía | Campeonato de Oceanía | Campeonato de Oceanía | Campeonato de Oceanía |
| Año                   | Lugar                 | Medalla               | Categoría             |
| --------------------- | --------------------- | --------------------- | --------------------- |
| 2010                  | Canberra (Australia)  | Medalla de plata      | +78 kg                |
| 2016                  | Canberra (Australia)  | Medalla de plata      | –78 kg                |
| 2018                  | Numea (Francia)       | Medalla de plata      | –78 kg                |